# James Lick
James Lick (Stumpstown, 25 augustus 1796 – San Francisco, 1 oktober 1876) was een Amerikaans pianobouwer, vastgoedmagnaat, hovenier en filantroop. Lick begon zijn carrière als pianobouwer in New York. Na een jaar emigreerde hij naar Zuid-Amerika waar hij met zijn pianowerkplaats in een periode van 27 jaar een klein vermogen opbouwde. Op zijn 51ste keerde hij terug naar de Verenigde Staten en vestigde zich in Californië. Hij belegde zijn geld in vastgoed dat door de Californische goldrush zo in waarde steeg dat hij de rijkste man van Californië werd. Hij droeg het beheer van zijn vastgoed over aan een agent en trok zich terug op zijn landerijen om zich te wijden aan tuinbouw. Lick overleed op 80-jarige leeftijd. Hij vermaakte zijn vermogen grotendeels aan liefdadige, patriottische en wetenschappelijke projecten. Het belangrijkste daarvan was de oprichting van een sterrenwacht die de naam Lick Observatory kreeg.

## Biografie

### Jonge jaren, 1796-1818
James Lick werd geboren als oudste van zeven kinderen in het gezin van John Lick en Sarah Long. Zijn vader was geboren in Norristown als Johannes Lück. Hij had zich als meubelmaker gevestigd in Stumpstown, het latere Fredericksburg, waar hij zijn naam veramerikaanste tot John Lick. Naast zijn timmerwerkplaats had hij ook een boerenbedrijf.
De jonge James Lick groeide op in Pennsylvania Dutch Country, een streek in Pennsylvania waar het merendeel van de bevolking bestond uit afstammelingen van Duits-sprekende immigranten. In dat gebied werd naast Engels ook Duits als voertaal gebruikt. James Lick leerde beide talen vloeiend spreken. Hij moest al jong meehelpen in de boerderij van zijn ouders waarbij hij alle voorkomende werkzaamheden moest aanpakken. Hij deed dat met plezier en nam van zijn moeder een voorliefde voor horticultuur over.
James werd in zijn jeugd sterk beïnvloed door zijn grootvader Wilhelm Lück. Deze was in 1765 als immigrant uit Westfalen naar Pennsylvania gekomen. Hij had onder generaal George Washington in de Amerikaanse Onafhankelijkheidsoorlog gevochten. Wilhelm vertelde zijn kleinzoon veelvuldig over de ontberingen die hij had geleden toen hij gelegerd was in Valley Forge. Hij droeg ook zijn bewondering voor Thomas Paine aan James over, de schrijver van het pamflet Common Sense, dat de strijd voor onafhankelijkheid moreel en politiek rechtvaardigde.
Lick ging op zijn dertiende in de leer bij zijn vader. Diens timmerwerkplaats was een harde leerschool, waarin de werkstukken van James werden afgekeurd tot ze foutloos waren. John Lick trainde zijn zoon niet alleen in de technische vaardigheden van het meubelmaken, maar leerde hem ook gebruik te maken van de artistieke mogelijkheden van het ambacht.
Toen Lick 21 jaar oud was, bleek zijn vriendin Barbara Snaveley zwanger te zijn. Lick vroeg haar vader, een molenaar, toestemming om met haar te trouwen. Deze weigerde met de woorden dat Lick de hand van zijn dochter pas zou krijgen als hij een molen bezat die net zo groot en duur was als de zijne. Waarop Lick antwoordde dat hij op een dag een molen zou bezitten, waarbij vergeleken de molen van Snaveley zou doen denken aan een zwijnenstal. In juni 1818 beviel Barbara van een zoon, die zij de naam John Henry Lick gaf. Lick kreeg moeder noch kind te zien.

### Pianobouwer, 1819-1848
Begin 1819 verliet Lick zijn geboortedorp en trok het land in, op zoek naar werk. Na in verschillende steden met wisselend succes gewerkt te hebben kwam hij na zes maanden aan in Baltimore waar hij in de leer ging bij een pianobouwer. Een jaar later verhuisde hij naar New York en opende daar een eigen pianowerkplaats. In 1821 merkte hij dat de meeste piano's die hij bouwde, werden geëxporteerd naar Zuid-Amerika. Hij besloot naar Buenos Aires te trekken om met zijn kennis en vaardigheden daar een bestaan op te bouwen.

#### Argentinië

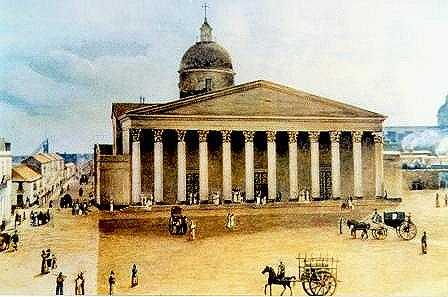
Buenos Aires in 1829, schilderij van Charles Pellegrini

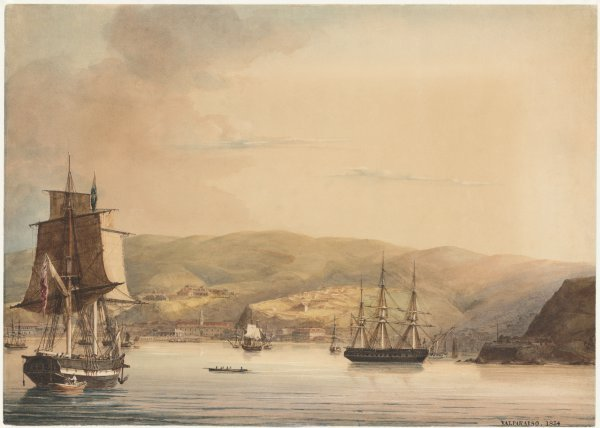
Valparaiso in 1834, schilderij van Conrad Martens

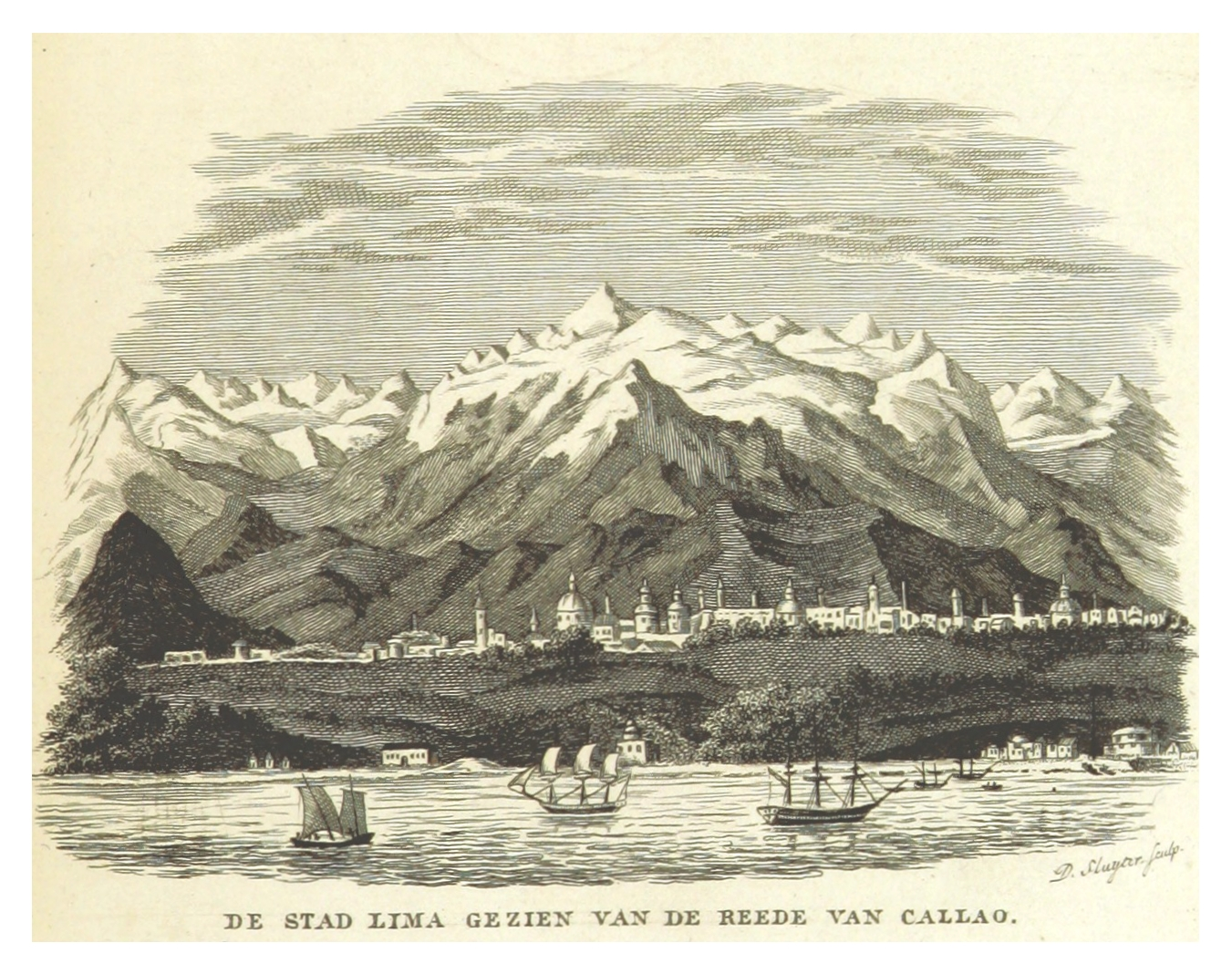
Lima gezien van de rede van Callao, tekening van D.J. Sluyter, 1835

Lick vertrok in augustus 1821 per schip vanuit New York. De reis ging via de Afrikaanse westkust, waar een lading zout werd opgehaald. Eind november bereikte het schip Buenos Aires. De politieke situatie in Argentinië was explosief en er braken veelvuldig gewelddadigheden uit. Lick leerde snel Spaans, maar het kostte hem meer dan een jaar om zich aan te passen aan het klimaat en het voedsel. Hij was vaak ziek.
Ondanks zijn problemen wist hij in het woelige Buenos Aires een bloeiende zaak op te bouwen. In Zuid-Amerika speelde het sociale leven zich voornamelijk in huis af, waarbij dansen op pianomuziek een belangrijke plaats innam. De piano's die Lick bouwde, waren zeer gewild omdat ze zich onderscheidden door artistieke details en muzikale kwaliteit. Naast piano's maakte Lick in zijn werkplaats ook ladekasten, zoals zijn vader het hem geleerd had.

##### Reis naar Europa
In 1825 was Lick welvarend genoeg om een zaakwaarnemer aan te stellen. Dit stelde hem in staat een reis naar Europa te maken, waar hij hoopte zijn gezondheid te hervinden. Hij reisde door Engeland, Frankrijk en de Duitse staten. Hij bezocht onder meer de botanische tuinen in Londen en Parijs, het kasteel van Versailles en Westfalen, de geboortegrond van zijn grootvader. Ook bezichtigde hij vele ruïnes en andere archeologische bezienswaardigheden. Na bijna een jaar in Europa scheepte hij zich in naar Buenos Aires, in goede gezondheid en met nieuwe ideeën voor zijn bedrijf.
Inmiddels was Argentinië verwikkeld geraakt in een oorlog met het Keizerrijk Brazilië, die duurde van 1825 tot 1828. Braziliaanse schepen, die een blokkade hadden gelegd rond de haven van Buenos Aires, veroverden het schip waarop Lick reisde. Bemanningsleden en passagiers werden gevangengenomen en over de Río de la Plata naar Montevideo gebracht. Lick ontsnapte tijdens de begrafenis van een medegevangene, die was omgekomen toen hij probeerde weg te komen. De begrafenis werd buiten de stad gehouden en Lick maakte gebruik van de commotie die tijdens de ceremonie ontstond, door zich in de struiken te verbergen. Toen de duisternis inviel vluchtte hij, waarbij hij de soldaten die hem zochten, wist te ontwijken. De volgende dag bereikte hij de Argentijnse linies. Een gids bracht hem en vijf medereizigers in achttien dagen te voet naar Buenos Aires.
Terug in Buenos Aires trof Lick zijn bedrijf minder florissant aan dan hij het had achtergelaten. Hij bouwde het in korte tijd weer op en zocht tegelijkertijd naar aanvullende inkomstenbronnen. Tijdens zijn Europese reis was hem opgevallen dat er veel geld omging in de handel in de vacht van de beverrat, een knaagdier dat inheems is in Zuid-Amerika. Hij sloot overeenkomsten met pelsjagers en verscheepte op grote schaal vachten naar Engeland.

##### Remigratie
Een paar jaar na zijn terugkeer naar Buenos Aires besloot Lick dat zijn fortuin groot genoeg was om als rijk man terug te gaan naar zijn geboortedorp om daar Barbara's vader opnieuw om haar hand te vragen. Voor zover bekend heeft Lick na zijn vertrek uit Stumpstown Barbara geen enkele brief geschreven. Zijn familie heeft hij wel een aantal malen op de hoogte gesteld van zijn wedervaren, maar zonder erop te zinspelen dat hij overwoog terug te keren. In de antwoorden die hij ontving, werd nooit gerept over Barbara en hun beider zoon.
De thuiskomst van Lick in 1832 – met voor $ 40.000 aan vachten in zijn bagage – had triomfantelijk moeten zijn, maar hij kreeg twee teleurstellingen te verwerken. Zijn vader was in 1831 overleden en Barbara Snavely was twee jaar na zijn vertrek getrouwd. Lick probeerde met haar en zijn veertienjarige zoon in contact te komen. Tevergeefs: Barbara had het dorp verlaten zodra zij hoorde van Licks terugkeer en was ondergedoken. Na twee weken besloot Lick af te zien van zijn plan zich opnieuw te vestigen in Amerika. Hij verkocht zijn vachten, sloeg een voorraad goederen in waaraan in Argentinië gebrek was en keerde terug naar Buenos Aires.

#### Chili en Peru
Terug in Argentinië trof hij zijn zaak aan in goede orde. De politieke situatie was echter aanmerkelijk verslechterd. Vanwege de dreiging van een revolutie vertrok Lick in november 1832 naar Chili. Hij reisde met een schip dat rond Kaap Hoorn voer en te maken kreeg met stormen, ronddrijvende ijsbergen en verraderlijke stromingen. De tocht duurde ruim twee maanden. Hij vestigde zich in een gebied buiten Valparaiso, bekend om zijn boomgaarden, en opende er een piano- en kastenwinkel. Binnen korte tijd floreerde zijn zaak ook hier. In zijn vrije tijd legde hij zich toe op tuinbouw.
Na bijna vier jaar baarden de politieke ontwikkelingen hem zoveel zorgen dat hij besloot Chili te verruilen voor het naar zijn mening stabielere Peru. Op eerste kerstdag 1836 arriveerde Lick in de haven van Callao. Hij vestigde zich in Lima, in die tijd een bruisende metropool. Lick maakte in de welvarende stad naam als de Yanqui die de mooiste piano's van Lima bouwde. Hij werd een gevierd persoon en wist zich toegang te verschaffen tot de kring van welgestelden. Dit succes had geen invloed op zijn levensstijl; Lick bleef sober leven en zijn arbeiders behandelen als zijn gelijken. Het geld dat hij in de pianohandel verdiende, investeerde hij in andere bedrijven, waaronder een theater en een arena voor stierengevechten.

### Vastgoedmagnaat en hovenier, 1849-1872

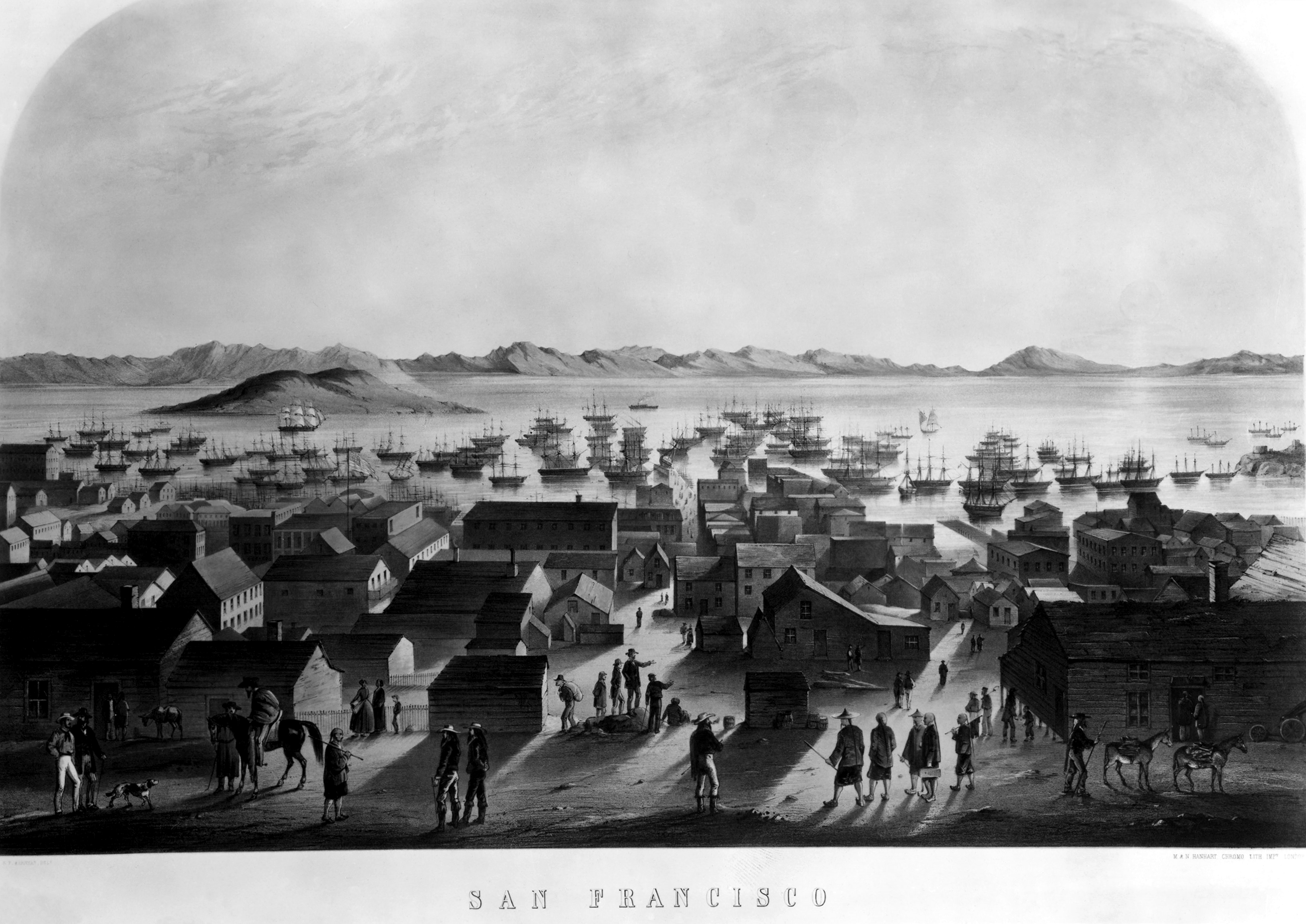
San Francisco, lithografie van Francis Samuel Maryatt uit 1849

In 1846 besloot Lick terug te keren naar de Verenigde Staten. Hij had de Amerikaanse politiek nauwgezet gevolgd in de kranten en was op de hoogte van het uitbreken van de Mexicaans-Amerikaanse Oorlog. Hij was ervan overtuigd dat de Verenigde Staten de oorlog zouden winnen en Californië zouden annexeren; naar zijn verwachting een gebied met vele mogelijkheden. De meesten van Licks werknemers waren van Mexicaanse afkomst. Na het uitbreken van de oorlog vertrokken zij om aan de Mexicaanse kant te gaan vechten.
Het kostte Lick achttien maanden om eigenhandig alle orders die hij al had aangenomen te leveren. Daarna verkocht hij zijn zaak voor $ 30.000 – de helft van de geschatte waarde – en verhuisde hij naar San Francisco. Naast zijn werkbank, zijn gereedschap en een brandkast met daarin zijn gouden Peruaanse munten nam hij 600 pond chocolade mee die hij van zijn buurman in Lima had gekocht en die hij in Californië snel wist te verkopen.

#### San Francisco
Lick kwam op 7 januari 1848 aan in San Francisco. Op de 24e van die maand werd goud gevonden in de American River in de buurt van Coloma, en op 2 februari werd de Vrede van Guadalupe Hidalgo getekend, waarbij Mexico afstand deed van Californië. Vooruitlopend op het einde van de oorlog hadden Amerikaanse militaire functionarissen rond San Francisco stukken land geveild die ze in naam van de regering hadden opgeëist. Kopers waren aangemoedigd door de optimistische vooruitzichten van de Amerikaanse autoriteiten.
Velen van hen voelden zich inmiddels bekocht omdat de beloofde voorspoed uitbleef. Ze waren bereid hun bezittingen te verkopen aan Lick, die een bestemming zocht voor zijn gouden munten. Van begin februari tot medio maart 1848 kocht Lick 37 kavels, tegen prijzen variërend van $ 16 tot $ 3000. De duurste aankoop betrof een huis van zongedroogde stenen met een kelder. Lick betrok het huis, begroef zijn brandkast in de kelder en plaatste zijn zware werkbank daar bovenop.
De vondst van goud zorgde voor enorme veranderingen in Californië. Het nieuws over de goudvondst verbreidde zich en in mei 1848 werden velen in Californië gegrepen door de goudkoorts. Lick beproefde een week lang zijn geluk in de goudvelden, maar vond amper goud en concludeerde dat zijn toekomst niet in de goudvelden lag maar in San Francisco. Hij voorzag dat de stad zou uitgroeien tot een handelscentrum en besloot zo veel mogelijk land op te kopen.
Doordat velen huis en haard wilden verlaten om hun geluk te beproeven in de goudvelden, kon Lick in de stad veel percelen kopen tegen lage prijzen. Hij kocht ook grote kavels in Santa Clara County, bij Lake Tahoe en in Napa County. In het jaar 1849 werden de goudvondsten wereldwijd bekend en ontstond de Californische goldrush. De bevolking van San Francisco nam in de eerste twee jaar na de aankomst van Lick toe van 1000 tot 20.000 mensen. Door de bouwwoede die ontstond, stegen de investeringen van Lick sterk in waarde. Zijn bezittingen groeiden uit tot een vastgoedimperium dat hem tot de destijds rijkste man van Californië maakte.
In 1849 stelde Lick een agent aan die zijn eigendommen in San Francisco moest beheren. Hij bemoeide zich voortaan alleen nog met zijn bezittingen als zijn land door goudzoekers bezet werd of als zijn eigendomsrechten werden betwist. Lick speelde de zaken hard. Hij stelde surveillanten aan om zijn percelen te bewaken en eventuele goudzoekers te verjagen. Als de rechten op een perceel dat hij gekocht had, werden betwist – en dat gebeurde vaak – huurde hij de beste advocaten in.

#### Alviso

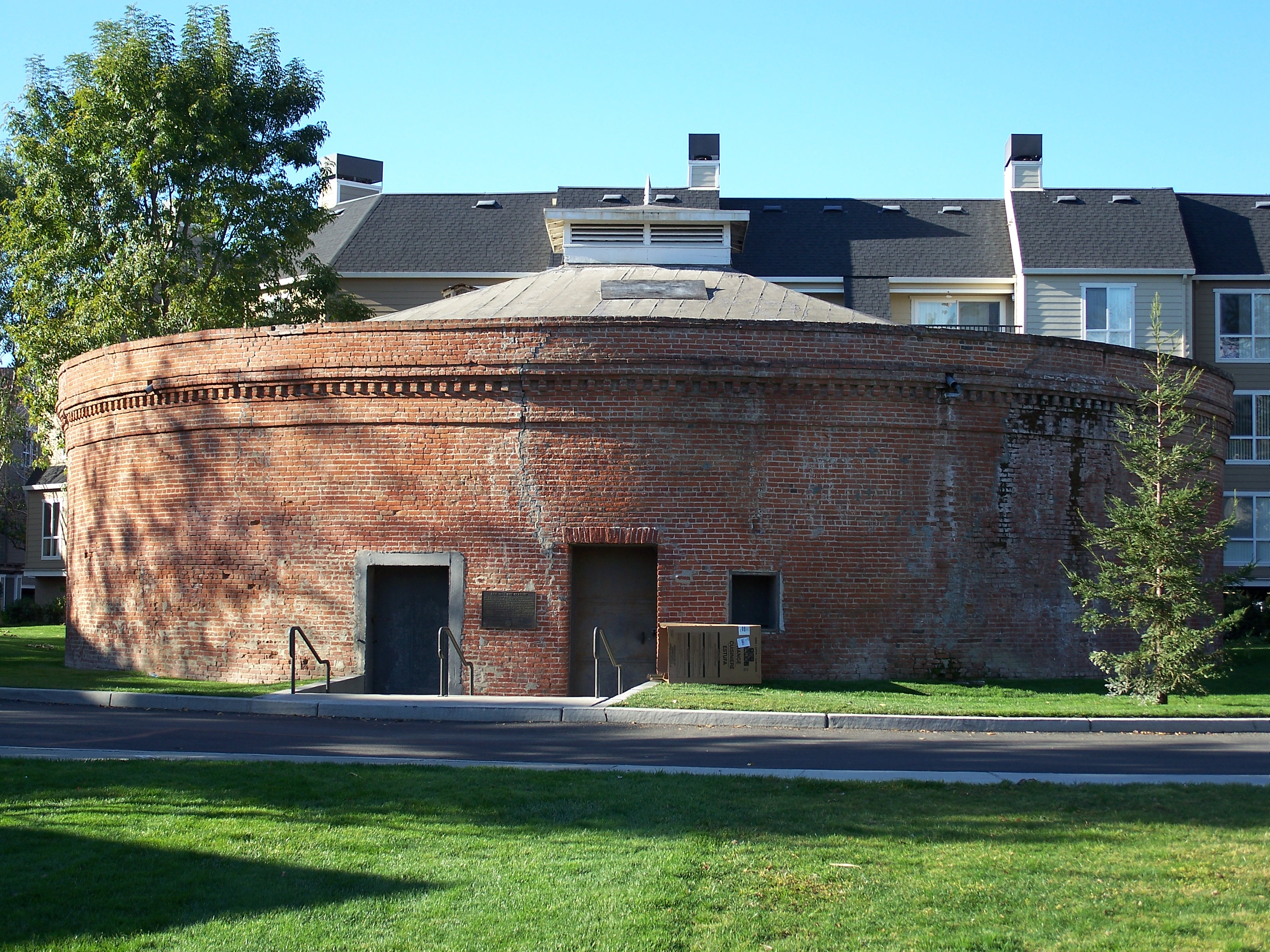
De graanschuur van Lick in 2007

Lick verliet de stad en vestigde zich in Santa Clara County, waar hij een groot gebied in eigendom had. Het lag in buurt van de havenstad Alviso aan de monding van de rivier de Guadalupe en mat ruim 80 hectare. Lick had speciaal dat terrein gekocht omdat er een oude molen op stond. Hij verbouwde die tot een gebouw van drie verdiepingen, gebruikmakend van mahoniehout, cederhout en koperen ornamenten. De onderste twee verdiepingen richtte Lick in met de modernste machines die werden aangedreven door het water van de rivier en een capaciteit hadden van 200 barrels (1 barrel = 115,6 liter) per dag. De zolderverdieping diende als slaapplaats voor meer dan duizend duiven.
Naast de molen bouwde Lick een graanschuur met een diameter van ruim twintig meter, brandvrij en ontoegankelijk voor ratten. Hij deed het meeste werk zelf en het project kostte hem in totaal $ 200.000. Toen de molen in 1855 af was, fotografeerde Lick het bouwwerk aan de binnen- en de buitenkant en zond hij de opnamen aan de vader van Barbara, van wie hij niet zeker wist of deze nog in leven was.
In hetzelfde jaar 1855 stuurde Lick een brief aan zijn zoon John – die hij nog nooit gezien had – waarin hij hem uitnodigde om naar Alviso te komen. Toen John daar na enig aandringen op inging, hoorde Lick van hem dat Barbara vier jaar daarvoor overleden was. Lick bood zijn zoon aan om zijn leven en vermogen te delen en maakte hem bedrijfsvoerder van de molen. John trok in bij zijn vader in diens hut, maar vader en zoon konden niet goed met elkaar overweg. Lick ergerde zich eraan dat zijn zoon weinig meer deed dan romans lezen en een dagboek bijhouden. Hij probeerde John over te halen om zijn wetenschappelijke boeken te lezen of voortgezet onderwijs te volgen, maar John toonde geen interesse. Wel accepteerde hij een door zijn vader betaalde reis van een jaar naar Europa. Na terugkomst nam hij zijn baan als bedrijfsvoerder van de molen weer op zich, zonder zich echter daadwerkelijk met de gang van zaken te bemoeien.
Nadat het werk aan de molen en de graansilo voltooid was, ging Lick zich toeleggen op fruitteelt. Als gevolg van de Californische goldrush waren de prijzen van levensmiddelen sterk gestegen. Appels kostten bijvoorbeeld $ 5 per stuk. Lick importeerde op grote schaal appel-, pruimen-, abrikozen- en perenbomen. Daarmee legde hij boomgaarden aan die uiteindelijk 40 hectare besloegen. Hij hield alles zoveel mogelijk in eigen hand en begon ook een eigen kwekerij waarin hij bomen opkweekte voor zichzelf en voor andere fruittelers. In de winter had hij een staf van vijftien hoveniers, die in de zomer sterk werd uitgebreid; gemiddeld betaalde hij maandelijks $ 750 aan lonen.
Lick experimenteerde met nieuwe methoden voor boomverzorging en bemesting. Hij verzamelde op grote schaal dierlijk afval. Hij ging zelf restaurants langs om overgebleven botten op te halen en reed met zijn oude wagen door de omgeving op zoek naar dierlijke overblijfselen als botten, hoorns en hoeven. Bij zijn hut ontstonden zo hopen afval, die hij in zijn molen vermaalde tot meststof. Ook gebruikte hij de uitwerpselen van zijn duiven om de planten te bemesten. De oogst verkocht hij op de markt in San Francisco. Lick importeerde ook zeldzame planten waarmee hij hele tuinen beplantte. Hij introduceerde bijvoorbeeld de eucalyptusboom in Californië. Om er zeker van te kunnen zijn dat ze goed zouden groeien, liet hij tonnen Australische grond over de Stille Oceaan aanvoeren.
Lick oogstte erkenning met zijn werk. Op de California State Fair van 1856 was de stand waarop Lick zijn fruit uitstalde de grootste en gevarieerdste van de tentoonstelling. In 1859 inspecteerde een commissie van de California State Agricultural Society het bedrijf van Lick. In het bezoekrapport werd vastgesteld dat Lick met zijn niet aflatende ijver een van de waardevolste plekken van Californië creëerde. Met zijn innovatieve methoden wist hij zeer grote peren te kweken. Foto's ervan werden tentoongesteld op de World Fair van 1862 te Londen.

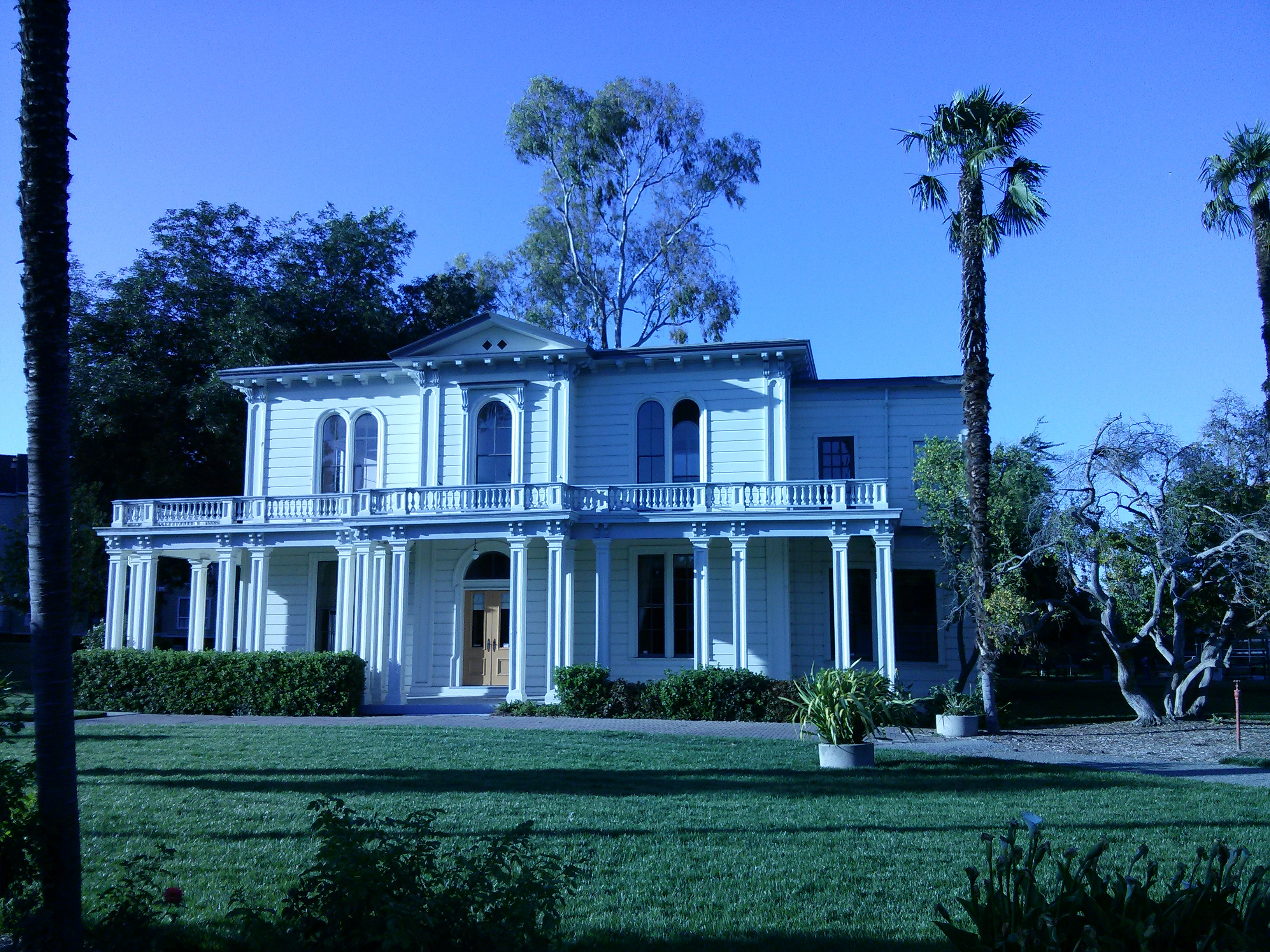
Lick Mansion in 2013

In de hoop de moeizame relatie met zijn zoon te verbeteren bouwde Lick in 1860 naast de molen een koloniaal herenhuis met in elk van de 24 kamers een marmeren open haard, Lick Mansion genaamd. Tot zijn teleurstelling gaf John de voorkeur aan de hut. James Lick is zelf wel in het huis gaan wonen, maar heeft slechts enkele kamers ingericht. In een daarvan bewaarde hij zijn verzameling wetenschappelijke, metafysische en theologische boeken. In de woonkamer stonden enkele stoelen en een piano. Lick sliep dan hier dan daar op een matras die hij op een harde ondergrond legde. Hij gebruikte veel van de kamers om het fruit van zijn boomgaarden te drogen.
Ondanks zijn sobere persoonlijke gewoonten had Lick oog voor luxe. Dat bleek al uit de bouw van Lick Mansion, maar werd manifest toen hij in 1861 het plan opvatte om in San Francisco een luxehotel te bouwen. Om geen kavels te hoeven verkopen, sloot Lick bij de bank een lening af van $ 400.000 voor de financiering van de bouw en de inrichting. Het hotel, dat bij de opening in 1862 de naam The Lick House kreeg, werd beschouwd als het beste ten westen van de Mississippi. Het gebouw telde drie verdiepingen. De eetzaal, met vierhonderd zitplaatsen, was gemodelleerd naar een eetzaal die Lick 35 jaar eerder had gezien in het kasteel van Versailles.
Lick sneed en plaatste eigenhandig een groot deel van de bijna 90.000 elementen van de houten mozaïekvloer in de eetzaal. De zaal werd overdag verlicht via twaalf glazen koepels in het dak en 's nachts door twee grote kandelaars met gaslicht en 36 wandlampen. Aan de muren waren olieverfschilderijen opgehangen van elf Californische landschappen. De eetzaal groeide uit tot de ontmoetingsplaats van de elite van San Francisco. Binnen vijf jaar kon Lick de lening die hij had afgesloten, terugbetalen dankzij de $ 7500 huur die het hotel maandelijks opbracht. The Lick House werd verwoest door de grote brand in San Francisco die volgde op de aardbeving van 1906.
De relatie met zijn zoon John werd steeds slechter en bereikte een dieptepunt toen John tijdens een afwezigheid van zijn vader op diens papegaai zou passen. Bij thuiskomst trof Lick de papegaai aan in een vervuilde kooi, zonder water en zonder voer. Uiteindelijk vertrok John in 1863 naar Pennsylvania. Kort daarop bood Lick zijn grond bij Alviso, inclusief de molen, de schuur en andere gebouwen, te koop aan voor $ 250.000, de helft van het bedrag dat het hem gekost had.

#### San Jose
Licks bezittingen in Santa Clara ondervonden veel hinder van de jaarlijkse overstromingen van de Guadalupe, waardoor zijn ondernemingen financieel niet erg succesvol waren. Om van de overlast bevrijd te zijn verhuisde Lick in 1870 naar een gebied ten zuiden van San Jose. Op het terrein van ruim 42 hectare dat hij in 1855 gekocht had voor $ 1200, had hij inmiddels Lick Homestead gebouwd, een onderkomen dat veel bescheidener was dan Lick Mansion. Om het hele gebied heen bouwde Lick een houten schutting, die ruim 40 centimeter in de grond was ingegraven en bedoeld was om wilde dieren uit de boomgaarden te weren. Hij kanaliseerde de uitloper van de Guadalupe die over zijn land liep, en investeerde in grondverbetering.
Lick verplaatste vrijwel alle bomen en planten uit zijn oude boomgaarden naar Lick Homestead. Die operatie duurde twee jaar en gedurende die periode trok elke werkdag een karavaan karren en wagens door San Jose. Lick beperkte zich niet tot fruitbomen, hij importeerde eucalyptusbomen, kurkeiken, acacia's en palmbomen die moesten zorgen voor schaduw en versiering. Twee acacia's in Alviso waren te groot om verplaatst te kunnen worden. Hij zaagde ze om en maakte van het onderste gedeelte fineer. De rest verwerkte hij tot timmerhout. Hij liet een pianobouwer, die hij nog kende uit zijn opleidingstijd, een piano bouwen waarin het fineer verwerkt werd. Hij plaatste de piano tussen de grote deuren die naar de salon van zijn nieuwe woning leidden en die met hetzelfde fineer bekleed waren.
Nog toen hij in Alviso woonde, had Lick bij een bedrijf uit Irvington aan de Oostkust een replica besteld van de oranjerie van Kew Gardens in Londen. Het was bedoeld als een geschenk aan de stad San Jose, maar nadat een plaatselijke krant zijn karakteristiek sjofele kleding bekritiseerd had, trok Lick het geschenk terug. Toen de bestelde replica na enkele jaren per schip via Kaap Hoorn in Lick Homestead bezorgd werd, opende Lick geen enkele van het grote aantal houten kratten.
Lick slaagde er niet in zijn bezittingen in Alviso te verkopen en in januari 1873 schonk hij ze aan de Thomas Paine Memorial Association in Boston. Hij bepaalde daarbij dat de molen verkocht moest worden en dat de helft van de opbrengst gebruikt moest worden om in Boston een Memorial Hall voor Paine op te richten. De andere helft moest zo geïnvesteerd worden dat uit de opbrengst het onderhoud van het monumentale gebouw gefinancierd kon worden. Toen een agent van de Association de molen zonder overleg verkocht voor slechts $ 18.000, was Lick zeer teleurgesteld en wilde niets meer met het Paineproject te maken hebben. De molen – in de volksmond Mahogany Mill (Mahoniemolen) of Lick's Folly (Licks Dwaasheid) genoemd – werd in 1882 door brand verwoest.

### Laatste jaren, 1873-1876
Toen hij 76 jaar was, in april 1873, kreeg Lick een beroerte. Hij herstelde enigszins en betrok, omdat hij voortdurende zorg nodig had, een tweekamersuite in Lick House. Hij besloot in eerste instantie dat zijn fortuin na zijn dood moest worden gespendeerd aan het bouwen van standbeelden van hem en zijn ouders, die vanaf de zee zichtbaar zouden zijn. Hij realiseerde zich echter dat deze beelden dan gemakkelijk als doel voor beschietingen vanaf zee gebruikt zouden kunnen worden. Zijn tweede plan was het bouwen van een piramide op een huizenblok dat hij bezat. Het moest een piramide worden groter dan die van Cheops.
Uiteindelijk besloot hij een groot deel van zijn vermogen onder te brengen in een trust. In juni 1874 benoemde hij zeven 'trustees', allen vooraanstaande inwoners van San Francisco. Zij kregen de opdracht het aan hen toevertrouwde vermogen van $ 3.000.000 te beheren en te verdelen over publieke bestemmingen die waren vastgelegd in de trustakte. Licks totale vermogen werd op dat moment geschat op vier tot vijf miljoen dollar. Zijn bezittingen omvatten, naast vele eigendommen in San Francisco en de Santa Clara Valley, agrarische bedrijven aan de oevers van Lake Tahoe, een ranch in Los Angeles County en heel Santa Catalina Island voor de kust van Zuid-Californië.
Het kwam tot een breuk toen de trustees eisten dat Licks zoon John meer zou krijgen dan de $ 3000 die in de trustakte voorzien waren. Zij vreesden dat John een rechtszaak zou aanspannen die de uitgaven aan de gekozen bestemmingen lang zou kunnen blokkeren. Lick gaf niet toe: iemand die de aan zijn zorg toevertrouwde papegaai had laten verkommeren, had geen verantwoordelijkheidsgevoel en had nergens recht op. De onenigheid liep hoog op en Lick sommeerde de trustees om ontslag te nemen. Op hun weigering huurde hij een advocaat in die hen dwong alsnog terug te treden. In september 1875 benoemde Lick vijf nieuwe trustees, onder wie zijn zoon John, die echter niet actief deelnam aan bijeenkomsten van de trust en in Pennsylvania bleef wonen. De andere trustees adviseerden Lick om zijn zoon te erkennen en een hoger bedrag toe te kennen. Lick erkende John niet, maar verhoogde zijn legaat tot $ 150.000.
Ook de relatie tussen Lick en de nieuwe trustees verliep na enige tijd stroef. Het belangrijkste legaat dat Lick in de trustakte had vastgelegd, betrof de bouw en inrichting van een observatorium. Lick maande de trustees herhaaldelijk om in deze zaak actie te ondernemen. Toen de plannen voor een observatorium naar zijn mening nog steeds niet voortvarend genoeg werden aangepakt, verving Lick in september 1876 vier van de vijf trustees; alleen de voorzitter bleef in functie. De nieuwe trustees waren in tegenstelling tot hun voorgangers geen politici, bankiers of invloedrijke zakenlieden, maar mensen uit de middenklasse, van wie Lick vermoedde dat ze zich niet zouden laten afleiden door juridische details en daadkrachtig zouden uitvoeren wat in de trustakte was bepaald.
Gealarmeerd door geruchten dat hij krankzinnig geworden was, riep Lick de trustees voor beraad bijeen. Hij vreesde voor een rechtszaak om de trust op grond van ontoerekeningsvatbaarheid ontbonden te laten verklaren. Om dat gevaar in de kiem te smoren, gaven de trustees negen artsen opdracht Lick te onderzoeken. Dezen verklaarden hem unaniem geestelijk gezond. Kort daarop bezocht John zijn vader. Na een lang gesprek, waarin John de vraag stelde waarom vreemden zoveel meer erfden dan de naaste familie, sloten vader en zoon vrede. John beloofde de trustees de trustakte niet te zullen betwisten, als de toekenningen aan de familieleden van Lick verhoogd zouden worden, en keerde terug naar Pennsylvania.
Op 1 oktober 1876 overleed James Lick, te midden van trustees, bestuursleden van de Society of California Pioneers en journalisten van alle lokale ochtendkranten, die geweigerd hadden de kamer van de stervende te verlaten. Hij werd opgebaard in Lick House, waar inwoners van San Francisco drie dagen lang voorbij trokken om het stoffelijk overschot te zien. Bij de begrafenis werd de lijkkoets voorafgegaan door duizenden hoogwaardigheidsbekleders en zakenlieden. Langs de route stonden rijen mensen om Lick de laatste eer te bewijzen en in heel San Francisco hingen de vlaggen halfstok.

## Persoonlijkheid
De meeste mensen die Lick tussen 1848 en 1860 in Californië hadden leren kennen, beschreven hem als een betrouwbare, zorgvuldige, op zichzelf staande man, koud en stuurs, laconiek en zwijgzaam, en ongenegen om zijn gedrag of bedoelingen te verklaren. Degenen die hem kenden tussen 1861 en 1873, verklaarden dat hij daarnaast vooral wispelturig, egoïstisch en eenzaam was; iemand die weinig genegenheid koesterde voor anderen, zelfs niet voor verwanten, en wiens grootste vreugde scheen te liggen in het toegeven aan zijn grillen. Historicus Hubert Howe Bancroft noemde James Licks een eerlijke, ijverige man, met veel gezond verstand, die echter ook bekend stond als een excentriekeling die in zijn latere jaren steeds prikkelbaarder werd en zeer onaangenaam kon zijn.
Aan comfort en uiterlijkheden hechtte Lick niet. Hij had geen bed en sliep op een matras die hij op een harde ondergrond legde, soms op een verpakkingskist voor een piano, dan weer op een oude deur die op kratten was geplaatst. Vooral in zijn latere jaren kleedde hij zich slecht. Hij droeg een versleten zwart pak met een verfomfaaide hoge hoed. Het overkwam hem een keer dat een dame die hem weer eens voorbij zag komen, hem een hoed van haar man aanbood.
Lick zocht steeds naar mogelijkheden om geld te verdienen. Als hij een reis ondernam zorgde hij ervoor dat hij goederen meenam, die op de plaats van bestemming met winst verkocht konden worden. Hij was er vast van overtuigd dat deze eigenschap hem het leven had gered tijdens zijn tocht van Buenos Aires naar Valparaiso via Kaap Hoorn. Het schip waarmee hij reisde, had onvoldoende ballast en sloeg om tijdens een zware storm. Het lag enige tijd met de masten op het water en richtte zich toen weer op. Voor Lick was het evident dat het schip vergaan zou zijn zonder de lading van ruim vijftien ton die hij bij zich had. Het betrof twee molenstenen met een behuizing van ijzer. Die had hij in Buenos Aires gekocht voor $ 3000. Aangekomen in Valparaiso verkocht hij ze voor $ 7000.
Als zijn land door goudzoekers in gebruik werd genomen, trad Lick meedogenloos op. Hij liet de indringers door zijn bewakers verdrijven met het pistool in de aanslag. Hun tenten of bouwsels liet hij verwijderen. Als hij een rechtszaak over een van zijn eigendommen gewonnen had, kon hij echter genereus zijn. Zoals in het geval van een boerderij die stond op een gebied dat Lick gekocht had. Toen de bewoner overleed, erfde de weduwe oude 'eigendomsrechten' van de boerderij. Zij betwistte het eigendomsrecht van Lick en bracht de zaak voor de rechter. Toen deze haar in het ongelijk stelde, gaf Lick haar toestemming op de boerderij te blijven wonen, met het levenslange vruchtgebruik ervan.
Lick was lichtgeraakt en rancuneus. Dat laatste bleek duidelijk toen hij zijn zoon onterfde. Dat hij ook lichtgeraakt was, ondervond een klas van de San Jose Female Academy die door Lick rondgeleid werd in zijn tuinen. Toen hij een van de meisjes hoorde zeggen dat ze in San Francisco mooiere viooltjes had gezien, nodigde hij de klas uit naar de volgende tuin te gaan. Hij opende een poort in de schutting, leidde de schoolmeisjes en hun leerkracht naar buiten en sloot de poort achter hen af, zodat ze gedwongen waren zich een pad door de wildernis te banen om hun rijtuigen te bereiken.
Ondanks zijn gierigheid betaalde Lick de mensen die voor hem werkten goed. Hij ging tot op zekere hoogte op voet van gelijkheid met hen om. Vaak werkte hij zij aan zij met hen en gebruikte samen met hen de lunch. Hij stond echter geen eigen initiatief toe; zijn mensen dienden hem onvoorwaardelijk te gehoorzamen. Toen hij eens poolshoogte ging nemen bij een pand van hem dat afgebrand was, werd hij aangesproken door iemand die werk zocht. Lick vroeg hem de losse bakstenen te verzamelen en in een hoek op te stapelen. Toen de man klaar was droeg Lick hem op de stenen in een andere hoek te stapelen. De man deed zonder mopperen wat hem gevraagd was en kreeg prompt een vaste baan op Lick Homestead.
Lick had een brede belangstelling. Hij las zijn leven lang kranten, ook Spaanse toen hij in Zuid-Amerika woonde. In Lima leende hij alle boeken over de Inca's die de universiteitsbibliotheek bezat. Lick bestudeerde alles wat hij kon vinden over agricultuur en horticultuur. Hij bezocht lezingen en had een grote collectie boeken opgebouwd. Daar zat een kleine verzameling boeken over theologie bij, maar de meeste van zijn boeken handelden over natuurwetenschappen en metafysica. Een van zijn favoriete werken was The correlation and conservation of forces, een overzichtsboek over ontdekkingen op natuurkundig en scheikundig gebied, geschreven door vooraanstaande Europese geleerden onder wie Hermann von Helmholtz, Michael Faraday en Justus von Liebig.

## Nalatenschap
Nadat James' zoon John kort voor zijn overlijden was teruggekeerd naar Pennsylvania, bleef hij daar tot een maand na de begrafenis. Op 1 november kwam John naar San Francisco. Hij dreigde meteen een rechtszaak aanhangig te maken over de nalatenschap van zijn vader. Na twee maanden onderhandelen sloot hij een overeenkomst met de trustees, waarin hij benoemd werd tot Administrator of the Estate of James Lick, Deceased, toezichthouder op de bezittingen van zijn overleden vader. In de overeenkomst werd ook vastgelegd dat John Lick afzag van elke claim op de nalatenschap. In ruil werd zijn eerder toegezegde legaat van $ 150 000 uitgebreid tot $ 535 000.
De trustees die begin september door Lick waren benoemd, traden eind november officieel in functie. Zij verdeelden het vermogen van Lick over de bestemmingen die hij had aangegeven. De legaten die werden uitgekeerd, bedroegen in totaal $ 1.936.000 en betroffen, in volgorde van omvang:

#### Het Lick-observatorium

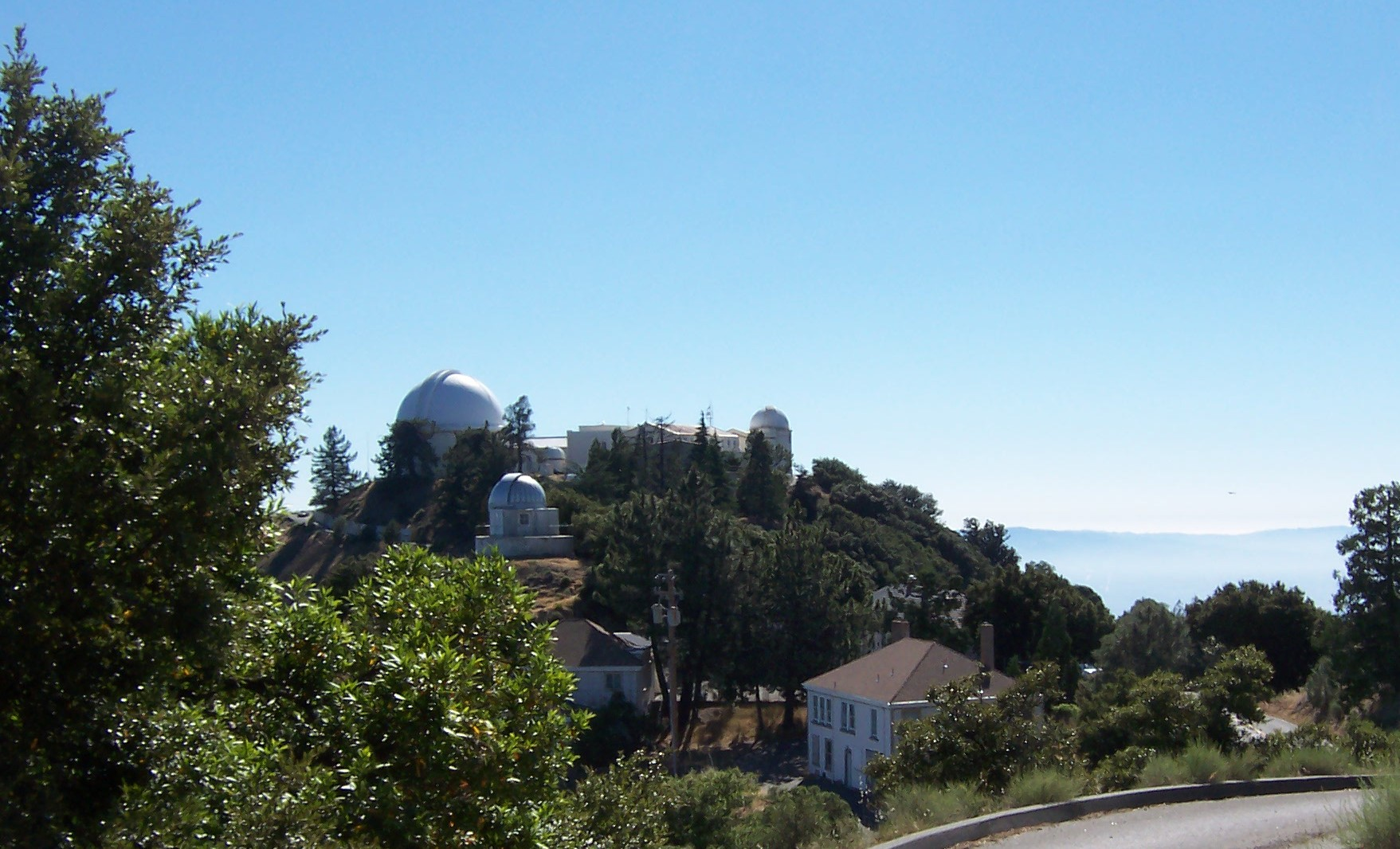
Het Lick-observatorium

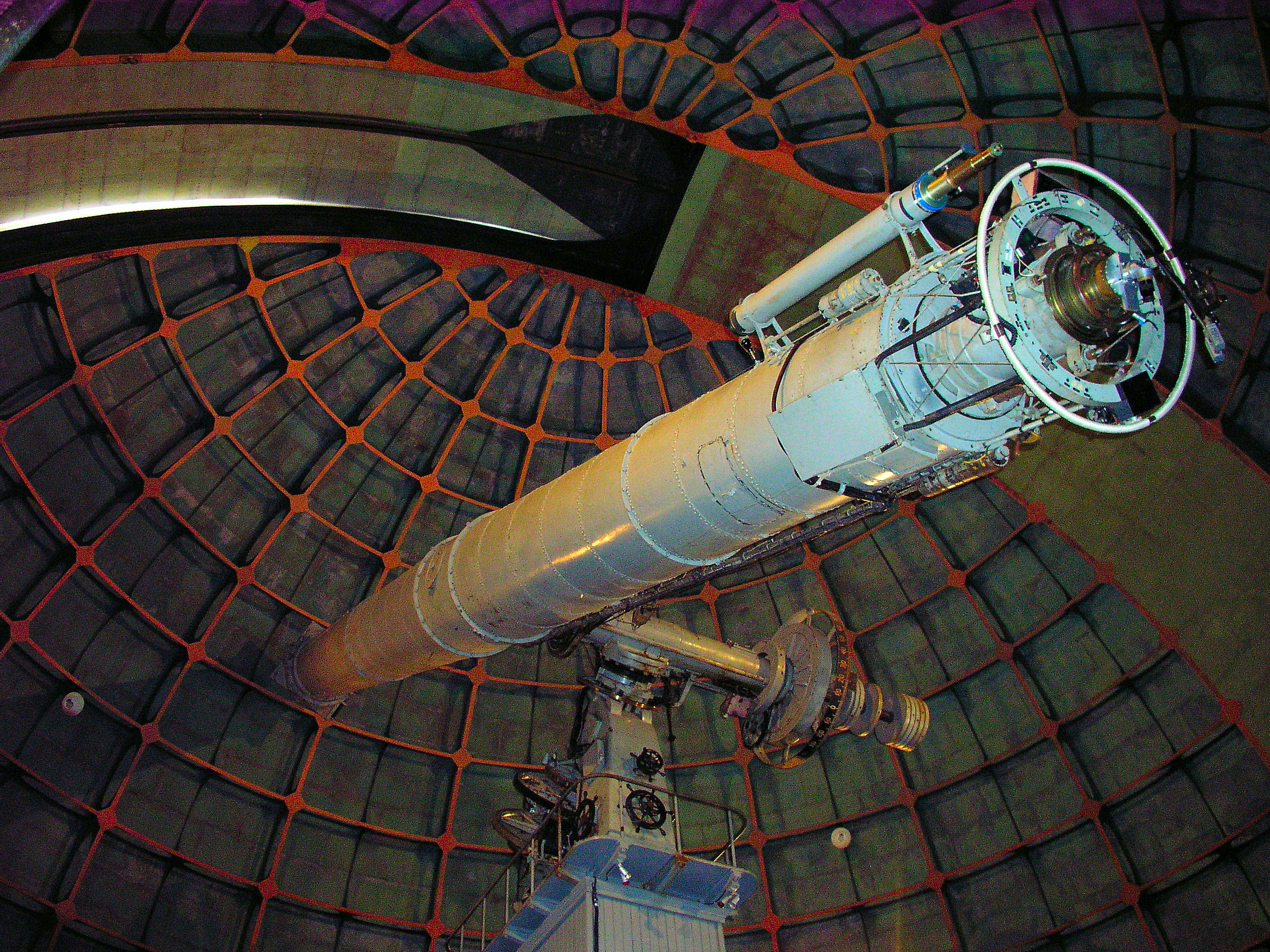
De telescoop waaronder Lick begraven werd

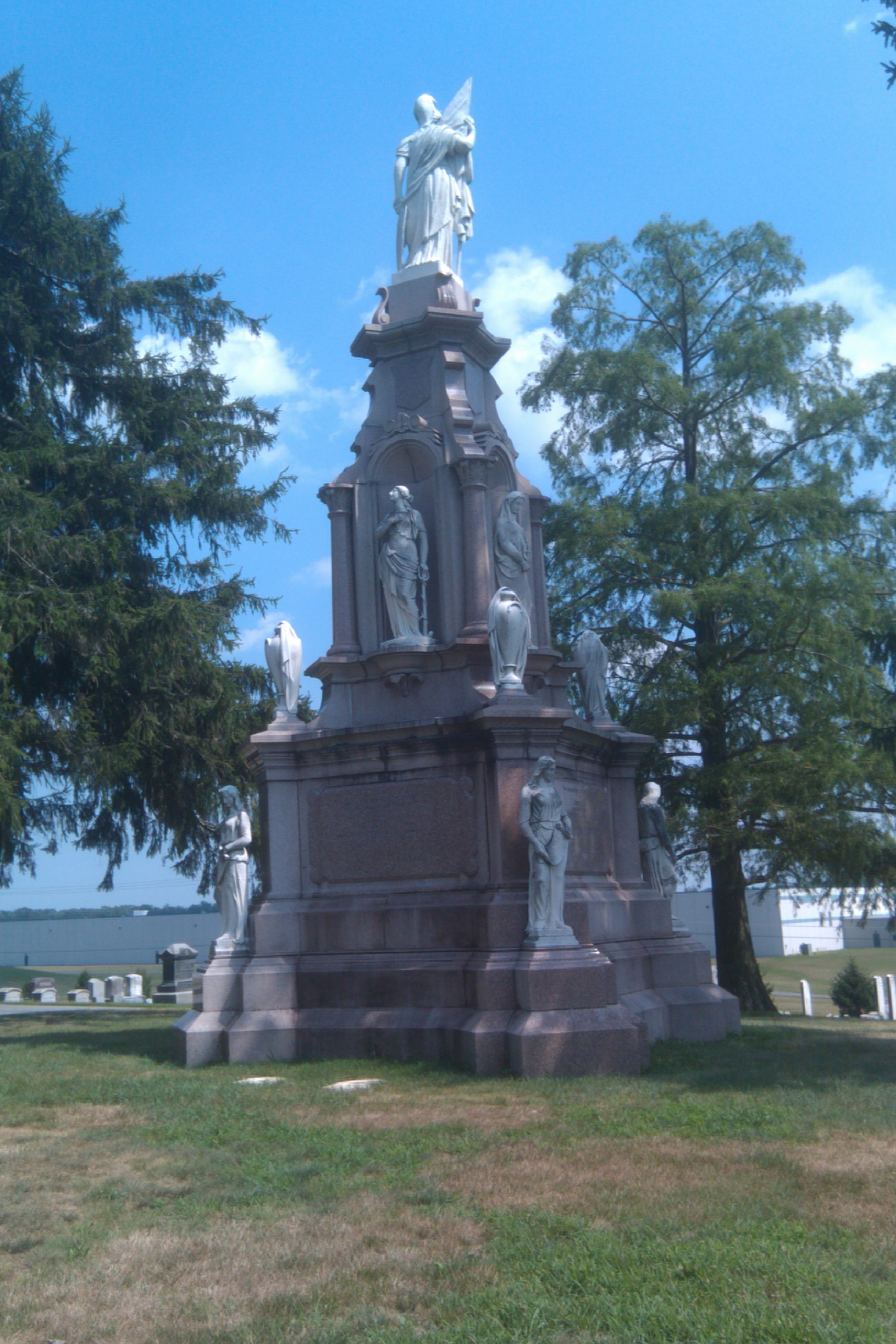
Een van de monumenten voor Licks familie in Fredericksburg

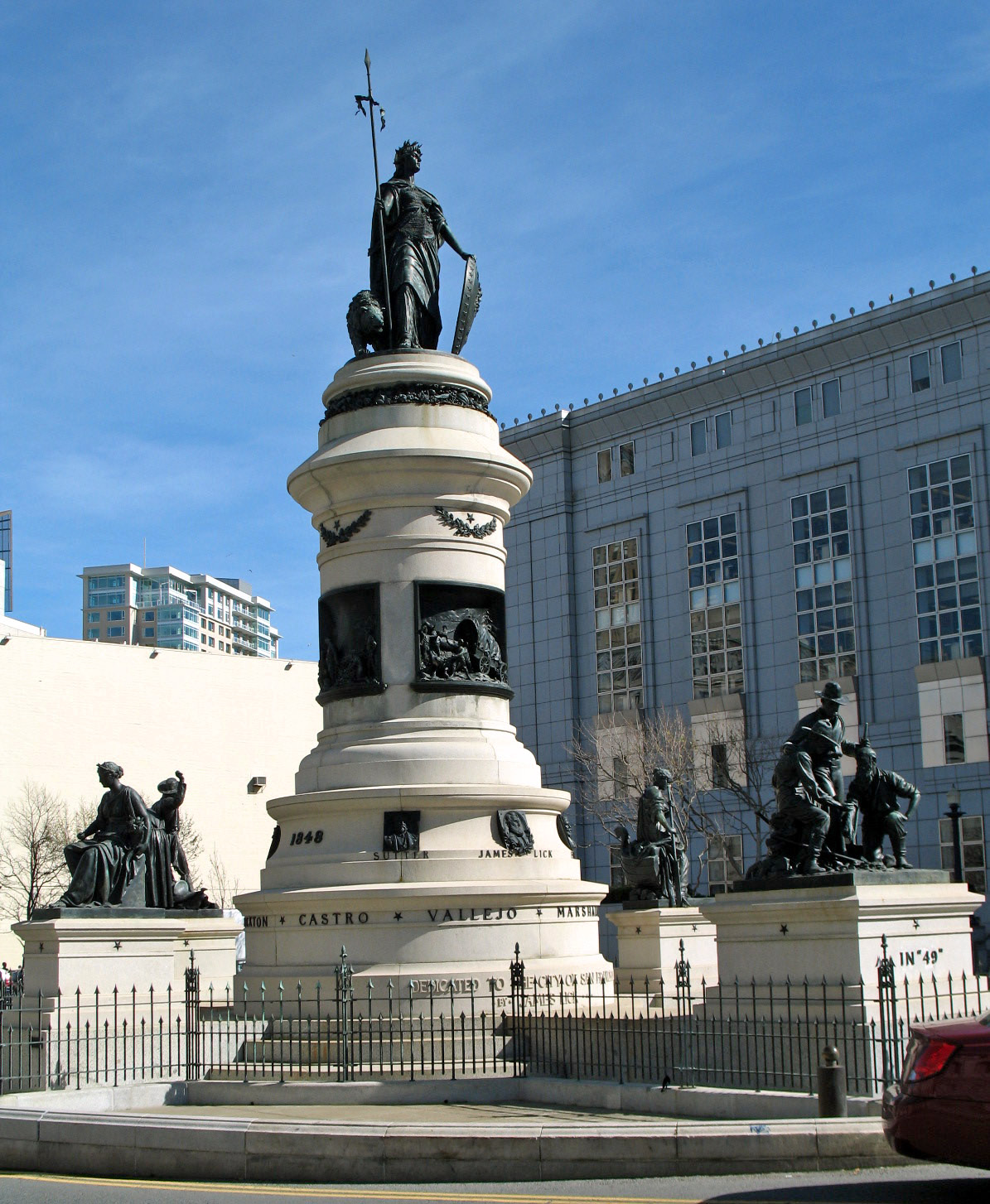
Het Pioneer Monument

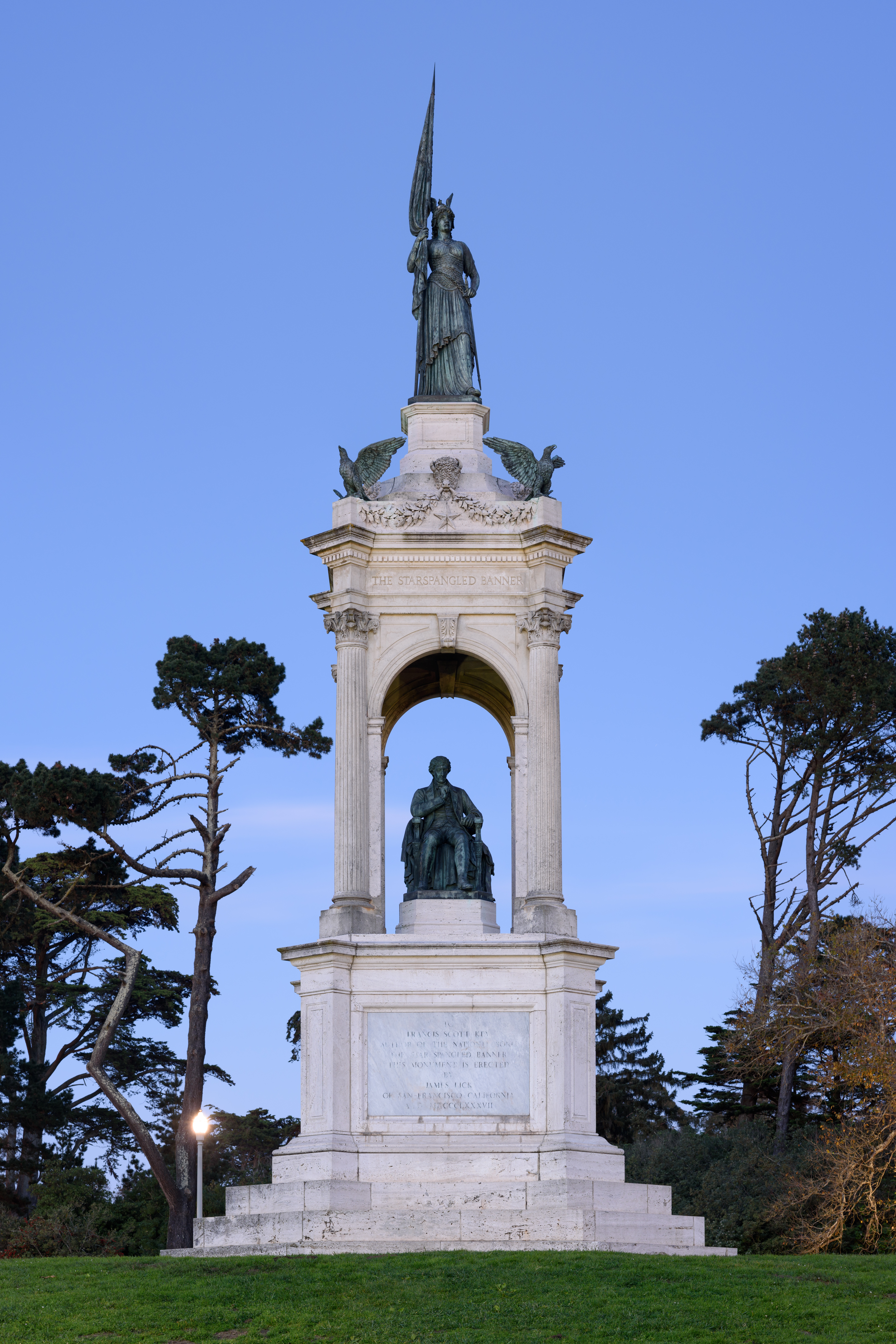
Het monument van Francis Scott Key

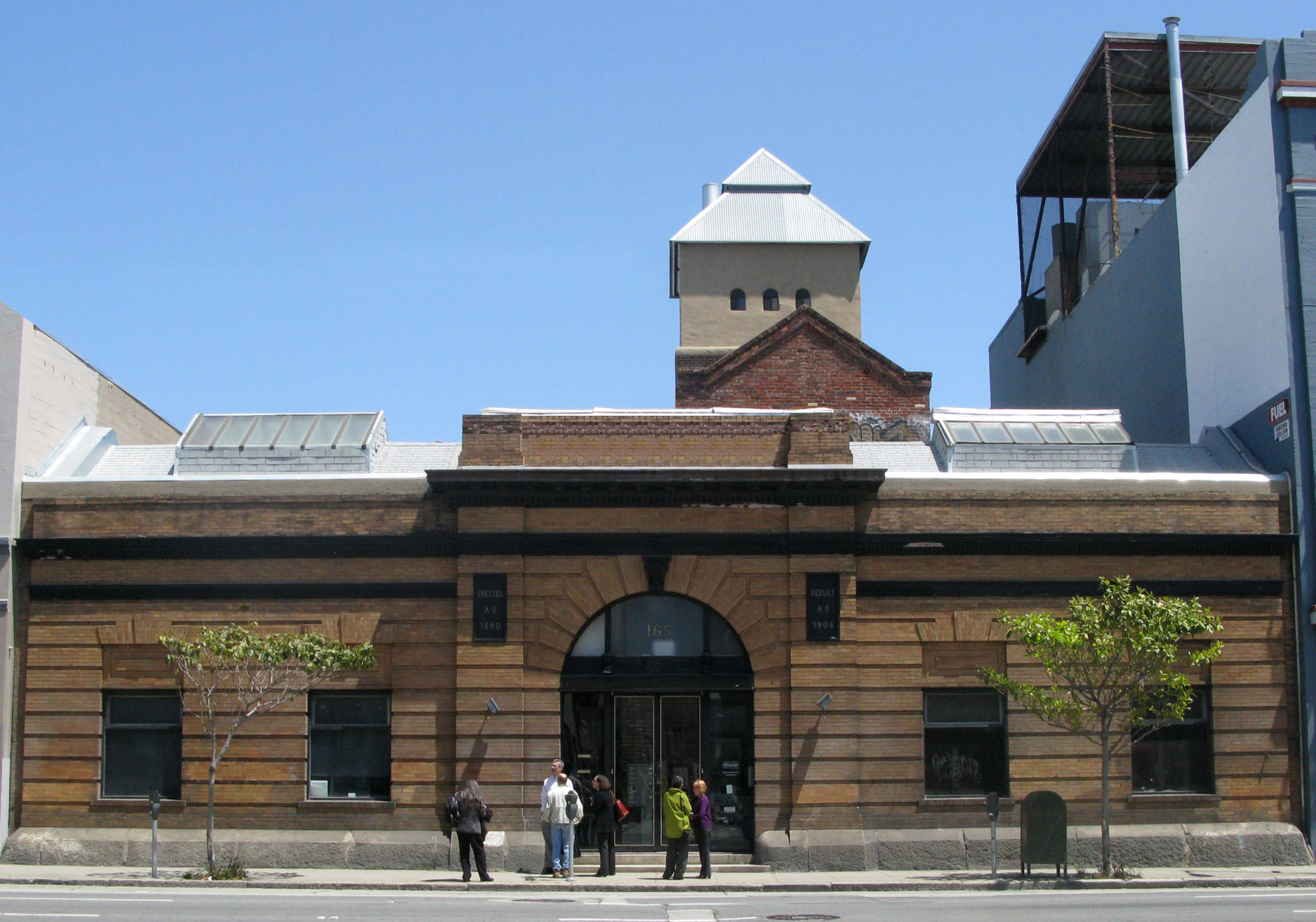
Het gebouw waarin het badhuis gevestigd was, gefotografeerd in 2008

In de trustakte werd $ 700.000 bestemd voor de bouw van een observatorium en de plaatsing van een telescoop. Licks wens was om er een telescoop te plaatsen, "superior to and more powerful than any telescope yet made ..." (superieur aan en krachtiger dan alle reeds bestaande telescopen).
Licks interesse voor sterrenkunde ontstond in 1860, toen hij een lezing over dat onderwerp bijwoonde in San Jose. Lick nodigde de spreker, George Madeira uit om naar Lick Mansion te komen en daar een paar dagen te verblijven. Madeira was een amateur sterrenkundige, die een van de eerste observatoria van Californië gebouwd had. Op Licks verzoek gaf hij uitleg over sterren en planeten, daarbij gebruik makend van zijn draagbare telescoop.
De belangstelling van Lick werd verder aangewakkerd door Joseph Henry, president van de National Academy of Sciences en directeur van het Smithsonian Institution. Henry logeerde in 1872 in Lick House en arrangeerde een ontmoeting met Lick om hem te spreken over de noden en behoeften van de wetenschap. Hij suggereerde dat Lick zijn naam zou kunnen vereeuwigen door een wetenschappelijke instelling te stichten, zoals James Smithson had gedaan.
De man die Lick uiteindelijk overhaalde om af te zien van een monumentale piramide en in plaats daarvan een observatorium op te richten, was George Davidson, president van de California Academy of Sciences. Lick kende hem uit de tijd dat hij vaak in juridische kwesties was verwikkeld rond zijn bezittingen. Davidson, toen werkzaam als landmeter, was daarbij meermaals opgetreden als getuige-deskundige en had door zijn vakkennis en integriteit indruk gemaakt op Lick.
Aanvankelijk wilde Lick het observatorium bouwen op zijn bezittingen bij het Lake Tahoe. De astronomen overtuigden hem ervan dat de klimatologische omstandigheden daar niet gunstig waren. Licks keus viel toen op Mount Saint Helena (1323 m.) in Napa County. Ondanks zijn bedlegerigheid wilde hij de plek inspecteren. Op de steile hobbelige bergweg erheen kantelde het rijtuig waarin hij op een matras liggend vervoerd werd, waarbij de achterklep opensprong en Lick met matras en al uit de wagen werd geslingerd. Hij vervloekte Mount St. Helena en wilde met heel Napa County niets meer te maken hebben.
Op advies van sterrenkundigen, gesteund door een lobby vanuit het stadsbestuur van San Jose, besliste hij dat het observatorium gebouwd zou worden op Mount Hamilton (1300 m), een van de bergen van de Diablo Range, iets ten oosten van San Jose gelegen. Hij stelde daarbij wel de voorwaarde dat Santa Clara County een weg zou aanleggen naar de top.
De bouw van het Lick-observatorium begon in 1876 en duurde elf jaar. In januari 1887 was de bouw zover gevorderd dat James Lick – overeenkomstig zijn wens – kon worden bijgezet in de funderingen van het observatorium. Boven zijn graftombe werd daarna de telescoop geplaatst, die op dat moment de grootste ter wereld was. De trustees droegen het observatorium in mei van dat jaar over aan de Universiteit van Californië. Met de ingebruikname had de universiteit een primeur: het was het eerste continu bemande observatorium op een bergtop ter wereld. Vermeldenswaard is dat er een krater op de Maan vernoemd is naar Lick, evenals de Planetoïde 1951 Lick, die in 1949 in het Lick-observatorium werd ontdekt.

#### De California School of Mechanical Arts
Het op een na grootste legaat bedroeg $ 540.000, bedoeld voor het stichten van een California School of Mechanical Arts in San Francisco. De school moest mannen en vrouwen "opleiden in de praktische kunst van het leven". De school, kortweg Lick genoemd, werd geopend in januari 1895 en bood gratis onderwijs aan jongens en meisjes. Het curriculum combineerde een algemene intellectuele voorbereiding met technische en beroepsopleidingen.
In 1915 fuseerde Lick met de Wilmerding School of Industrial Arts tot de Lick-Wilmerding High School. Sinds 1955 is de school gevestigd op een campus aan de Ocean Avenue in San Francisco. Vanaf 1972 is de opleiding niet langer gratis en moet collegegeld worden betaald. Omdat het aantal studenten in de loop van de jaren meer dan verdubbeld was, is de campus tussen 2014 en 2018 sterk vernieuwd en uitgebreid.

#### Familieleden
Lick liet in de trustakte vastleggen dat $ 191.000 diende te worden aangewend om overleden familieleden te gedenken en nog levende verwanten een geldbedrag te doen toekomen. Hij reserveerde vier maal $ 5000 voor monumenten voor respectievelijk zijn grootvader, vader, moeder en zus. De nog in leven zijnde familieleden ontvingen in totaal $ 171.000, waarvan $ 150.000 naar zijn zoon John ging.

#### Patriottische monumenten
Lick bestemde $ 160.000 voor het oprichten van enkele monumenten die getuigden van zijn vaderlandsliefde. Hij bepaalde dat $ 100.000 besteed moest worden aan een Pioneer Monument dat een plaats moest krijgen voor het stadhuis van San Francisco. De beeldengroep zou drie episoden uit de geschiedenis van Californië moeten weergeven: vanaf de eerste nederzettingen tot de acquisitie van Californië door de Verenigde Staten, vanaf de verwerving door de VS tot het moment waarop de landbouw de belangrijkste economische activiteit van de staat werd en vanaf de laatstgenoemde periode tot 1 januari 1874. Het monument werd geplaatst in 1894. Bijna een eeuw later stond het te midden van een parkeerterrein, sekstheaters en fastfoodrestaurants. In 1993 werd de gehele beeldengroep verplaatst naar een plek in de buurt van het nieuwe stadhuis.
Ook aan Francis Scott Key moest een gedenkteken gewijd worden, waarvoor $ 60.000 werd uitgetrokken. Het monument voor de auteur van The Star-Spangled Banner moest een plaats krijgen in Golden Gate Park te San Francisco. Het gedenkteken werd in 1888 onthuld en was het eerste monument ter nagedachtenis aan Francis Scott Key. Op dat moment was The Star-Spangled Banner niet het volkslied van de Verenigde Staten. Die status verkreeg het in 1931.

#### Openbare baden
De legaten die in de trustakte waren vastgelegd, betroffen niet alleen wetenschappelijke, educatieve en patriottische zaken, maar ook sociaal-maatschappelijke. Lick bestemde $ 150.000 voor het bouwen en onderhouden van gratis openbare baden in San Francisco. Hij wees de Tenth Street aan als de locatie, omdat daar natuurlijke bronnen waren. Het badhuis werd geopend in november 1890 en werd jarenlang druk bezocht door bewoners van appartementen en familiehotels.
Het badhuis raakte zwaar beschadigd tijdens de aardbeving en brand van 1906 en werd na korte tijd herbouwd. Daarbij werd de gevel gemoderniseerd en opgetrokken in de Renaissance Revivalstijl. Na 1906 daalde het gebruik sterk, omdat veel inwoners naar andere delen van de stad trokken en omdat woningen een eigen badkamer kregen. Het badhuis verloor uiteindelijk in 1919 zijn functie, toen het gebruik zodanig was gedaald dat exploitatie niet langer lonend was. Het pand werd verbouwd tot de People's Laundry, een wasserij die van 1920 tot 1973 op die locatie opereerde. Het gebouw huisvestte in 2018 een architectenbureau.

#### Lick Old Ladies Home
Lick had ook vastgelegd dat een van de bestemmingen een tehuis voor alleenstaande oudere vrouwen was, waarvoor $ 100.000 kon worden aangewend. Het Lick Old Ladies Home, opgericht in 1884, werd gevestigd in een houten gebouw van drie verdiepingen op een perceel van tien hectare aan de University Street. Het gebouw was daarvoor in gebruik geweest als jongensschool, University Mound College geheten. Het grootste deel van het land werd gebruikt voor het houden van vee en het kweken van groenten. De toegangsprijs was $ 300, in ruil voor de belofte dat voor de rest van hun leven voor de dames gezorgd zou worden.
Enkele jaren na de ingebruikname bleken de inkomsten van de organisatie structureel onvoldoende. Om aantrekkelijker te worden voor potentiële donateurs werd de naam veranderd in University Mound Ladies Home, zodat die niet langer verwees naar een persoon. In 1932 werd een deel van het – inmiddels sterk in waarde gestegen – perceel verkocht. Van de opbrengst werd het huidige gebouw in de Colonial Revivalstijl opgericht. In 2014 kwam de instelling opnieuw in financiële problemen en werd University Mound Ladies Home overgenomen door AgeSong Genesis LLC, een modern opgezette organisatie voor ouderenzorg. De nieuwe eigenaar veranderde de naam in AgeSong University.

#### Diverse sociale en educatieve doelen
Lick oormerkte $ 95.000 voor enkele sociale en educatieve doelen, te weten $ 25.000 voor een weeshuis in San Francisco, hetzelfde bedrag voor een weeshuis in San Jose en voor de opvang van alleenstaande vrouwen en kinderen in San Francisco. Verder bestemde hij $ 10.000 voor zowel de vereniging voor dierenbescherming in San Francisco als voor het Mechanics Institute in dezelfde plaats voor de aanschaf van wetenschappelijke boeken.

#### Overige bestemmingen
De trustees verkochten veel bezittingen van de overleden Lick, teneinde het vastgoed om te zetten in geldbedragen die konden worden uitgekeerd. Lick House bracht daarbij $ 1.250.000 op. Een bijzondere verkoop was die van de kratten met daarin de onderdelen van de replica van de oranjerie van Kew Gardens voor $ 12.000. Een groep particulieren kocht die op en schonk ze aan San Francisco, dat hiermee het Conservatory of Flowers bouwde.
De nalatenschap van Lick bleek in totaal $ 2.930.654 te bedragen. Na het doneren van de vastgestelde bedragen en het voldoen aan andere verplichtingen, zoals het afkopen van John Lick, resteerde $ 604.656. Dit bedrag is – overeenkomstig de wens van de erflater – gelijkelijk verdeeld over de California Academy of Sciences en de Society of California Pioneers. In 1895 waren alle bepalingen van de trustakte uitgevoerd en werd de trust ontbonden.
- Bibsys: 90342264
- Gemeinsame Normdatei: 1200839269
- International Standard Name Identifier: 0000 0000 2527 8587
- Library of Congress Control Number: n85345204
- Nationale Bibliotheek van Israël: 987007277890705171
- Nederlandse Thesaurus van Auteursnamen: 131877011
- SNAC: w6d221jk
- Virtual International Authority File: 55610062
- WorldCat: E39PBJtMmDggFq6xFKHcHGgh73